# Anicka van Emden
Anicka van Emden (Den Haag, 10 december 1986) is een voormalig Nederlandse judoka.

## Carrière
Van Emden traint bij Budokan onder Chris de Korte. Ze nam niet deel aan de Olympische Zomerspelen 2008 in Peking, maar was wel in China aanwezig als reserve en sparringpartner van de Nederlandse ploeg.
Op de wereldkampioenschappen judo 2010 in Tokio eindigde ze als vijfde in de klasse tot 63 kilogram.
Tijdens de Europese kampioenschappen judo 2011 in Istanboel veroverde Van Emden de zilveren medaille in de klasse tot 63 kilogram. Ze was een van de drie genomineerden in haar gewichtsklasse om Nederland te vertegenwoordigen op de Olympische Zomerspelen 2012 in Londen, er was echter maar één ticket beschikbaar per gewichtsklasse. In 2012 werd bekend dat Elisabeth Willeboordse Nederland zou gaan vertegenwoordigen in de klasse tot 63 kilogram in Londen. Wel was Van Emden tijdens het Olympisch judotoernooi te zien als analist bij de NOS.
In 2013 werd van Emden derde op het Wereldkampioenschap.
In 2016 won ze op de Olympische spelen in Rio een bronzen medaille.
Op maandag 9 januari 2017 gaf Van Emden te kennen te stoppen met judo.

## Internationale toernooien
| Jaar | Olympische Spelen | WK           | EK            |
| ---- | ----------------- | ------------ | ------------- |
| 2010 |                   | 5e tot 63 kg | geen deelname |
| 2011 |                   | tot 63 kg    | tot 63 kg     |
| 2013 |                   | tot 63 kg    | -             |
| 2016 | tot 63 kg         |              |               |